# Alberto Methol Ferré
Alberto Methol Ferré (Montevideo, 31 marzo 1929 – 15 novembre 2009) è stato un filosofo e teologo uruguaiano.
È considerato uno dei più fecondi e originali intellettuali latinoamericani.

## Biografia
Laureato in Diritto e Filosofia presso l'Università della Repubblica, studiò a fondo i padri della patria sudamericani: José de San Martín, José Gervasio Artigas, Simón Bolívar.
Nel 1955 fondò la rivista Nexo, con l'obiettivo di creare, appunto, "nessi" tra nazione e nazione, intrecciare legami tra pensatori di Paesi diversi del Sud America. Coltivava il sogno dell'unificazione dell'America meridionale in una grande federazione: «Per sopravvivere l'America latina deve realizzare qualcosa di analogo a quanto attuato dagli Stati Uniti d'America, però a partire da se stessa, dalla propria originalità di circolo culturale cattolico». Il processo di integrazione si è poi in parte realizzato nel Mercosur.
Dal 1967 al 1975 fece parte del comitato di redazione della rivista Vispera, nata per interpretare la situazione della Chiesa cattolica dell'America latina, e il suo recepimento del Concilio Vaticano II, alla vigilia (vispera) della seconda conferenza generale dell'episcopato latinoamericano, fissata per il 1968.
Nel 1969 fu chiamato a far parte del Dipartimento per i laici del Consiglio episcopale latinoamericano (CELAM), organismo con cui collaborerà per un ventennio. Cominciò così a percorrere tutta l'America Latina per conferenze, invitato dai diversi centri di formazione cattolica.
Criticò severamente la teologia della liberazione, che conosceva a fondo anche per il rapporto personale con il suo esponente di maggior spicco, Gustavo Gutiérrez, anch'egli collaboratore della rivista Vispera; al contempo criticò anche quei cattolici che rifiutavano l'opzione preferenziale per i poveri. Collaborò all'elaborazione e alla redazione del cosiddetto Documento di Puebla, in occasione della terza conferenza generale dell'episcopato latinoamericano, che si tenne nel 1979 in Messico.
Fu membro del Pontificio consiglio per i laici dal 1980 al 1984.
Methol Ferré definì ateismo libertino la nuova ideologia dominante, dopo la caduta degli ateismi d'ispirazione marxista. Il nuovo ateismo "ha cambiato radicalmente di figura. Non è messianico, ma libertino. Non è rivoluzionario in senso sociale, ma complice dello status quo. Non ha interesse per la giustizia, ma per tutto ciò che permette di coltivare un edonismo radicale".

## Opere
- La crisis del Uruguay y el Imperio Británico, 1959
- El Uruguay como problema, 1967
- Puebla. Proceso Y Tensiones, 1979
- L'America Latina del XXI secolo, Marietti Editore, 2006 (intervista realizzata dal giornalista italiano Alver Metalli)
- Il papa e il filosofo, Cantagalli, 2014 (intervista realizzata dal giornalista italiano Alver Metalli)